# Candy Candy

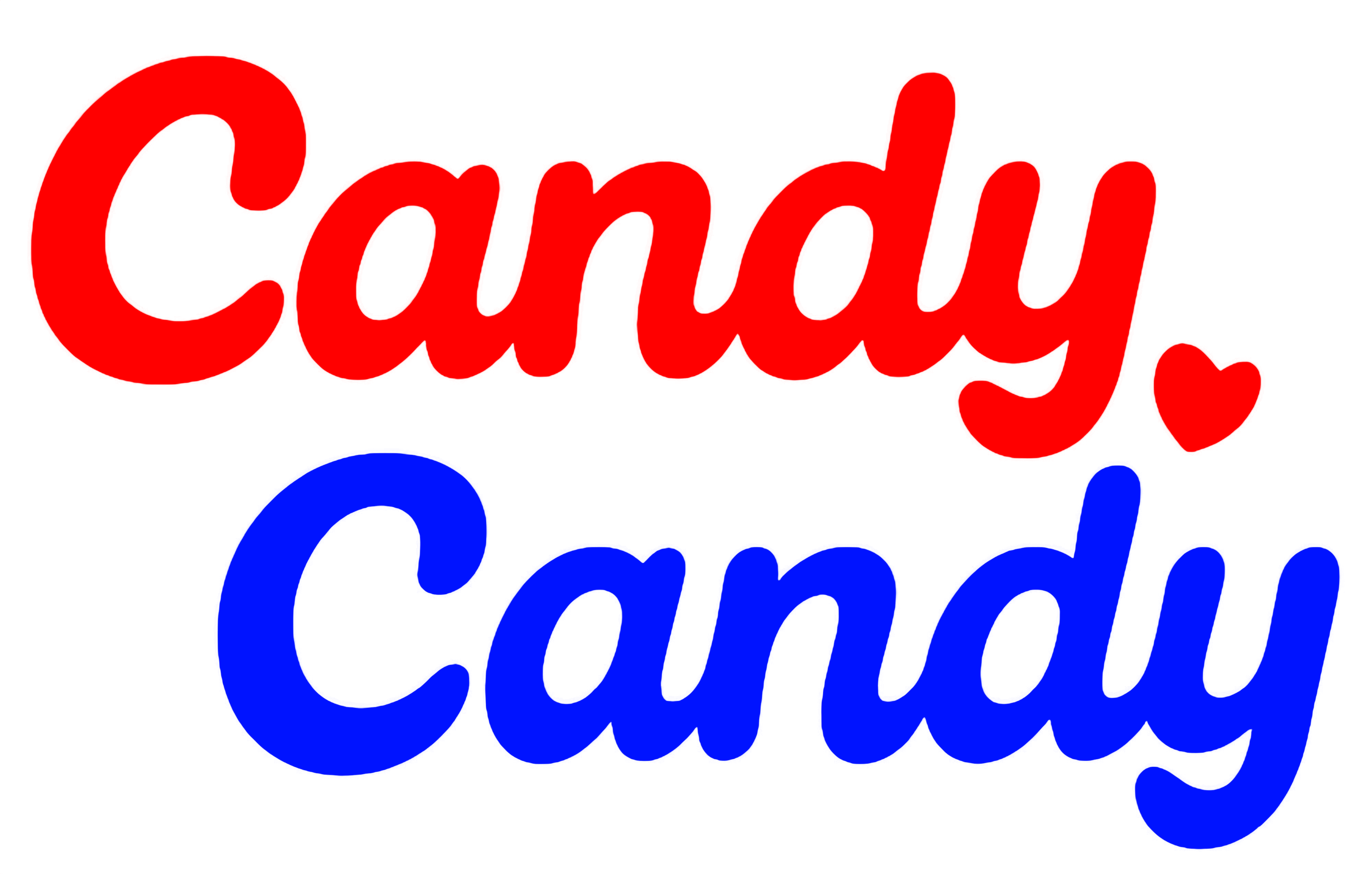
Logotyp.

Candy Candy (キャンディ・キャンディ) är en japansk bok, manga och animerad serie. Huvudpersonen Candice "Candy" White Adley är en amerikansk flicka med fräknar, stora gröna ögon och långt lockigt hår. Candy skapades av Kyoko Mizuki 1975 och sändes som serie av Toei Animation mellan åren 1976 till 1979. Serien innefattar 115 avsnitt, och det finns även en kortare film om Candy. Idag är det väldigt svårt att få tag på serien eftersom de enbart finns i ett mindre antal, men det förekommer piratkopior.

## Handling
Candy Candy är främst en kärlekshistoria, men berättar även hur Candy växer upp och hanterar olika situationer hon hamnar i. Candy är en föräldralös flicka som växer upp på landsbygden i Amerika. Hon är väldigt pojkaktig och blir ibland retad för både det och för sina fräknar, men så länge Candy har sin vän Annie är hon alltid glad. Dessvärre kommer den tiden då Annie bli adopterad och Candy lämnas kvar på barnhemmet förkrossad. Candy och Annie fortsätter att hålla kontakten, men en dag får Candy ett brev av sin vän där hon skriver att hon inte längre kan brevväxla med Candy eftersom hon inte vill förstöra sitt rykte. Candy börjar gråta i regnet, men plötsligt stöter hon på en pojke i kjol (kilt) som får henne på bättre humör. Pojken säger att Candy är vackrare när hon ler än när hon gråter, och efter ett mystiskt försvinnande lovar Candy sig själv att hon ska försöka att le, hur dåligt hon än mår. Hon döper pojken till Prins, och det är tack vare honom som Candy fortsätter sin färd mot vuxenlivet. 
Candy blir senare adopterad av Leagans där Eliza och Neil gör livet svårt för henne. Hon träffar även Artchi och Stear, och Anthony som hon blir förälskad i. Hon går från att ha varit en stallflicka hos Leagans, till en dotter av familjen Adley.
Med tidens gång reser hon sedan till London för att studera, där träffar hon Terrius Terry G. Grandschester, som först ger intrycket av att vara oerhört oartig, elak och retfull. Men efter tre månader i Skottland under sommaren blir de förälskade och Candy får även sin första kyss.
Efter att hastigt blivit bortförda ifrån varandra för att hitta sina egna vägar i livet åker Terry tillbaka till Amerika där han blir skådespelare, medan Candy studerar till sjuksköterska. (Avsnitten som kommer efter om Candy när hon studerar i London fram finns dock inte i svensk version).